# Chemins de fer du Midi
A Compagnie des chemins de fer du Midi vagy rövidítve CF du Midi (magyarul Déli Vasúttársaság) néven is ismert, egy korai francia vasúttársaság volt, amely az ország délnyugati részén, főként a fővonala - amely az Atlanti-óceán partjához közeli Bordeaux-tól a Földközi-tenger partján fekvő Sète-ig tartott - és a Pireneusok közötti területen üzemeltetett vasútvonalhálózatot.
A társaságot a Pereire testvérek alapították, akik ezzel megtörték a James Rothschild által Franciaországban tartott, az 1840-es és 1850-es években a Párizs környékén zajló, lassú ütemű vasúti projektekre vonatkozó gyakorlatilag monopolhelyzetet. A párizsi Rothschild-ág válaszul a Talabot iparossal kötött szövetséggel erősítette meg az ágazatban való befolyását. A Pereires viszont megalapította a Crédit Mobilier nevű pénzügyi vállalatát.
A vállalatot 1934-ben egyesítették a Chemin de fer de Paris à Orléans-szal, és a Chemins de fer de Paris à Orléans et du Midi (PO-Midi) részévé vált.
1856-ban a Midi befejezte a Bordeaux-tól Toulouse-ig tartó vasútvonalát. 1857-ben Toulouse-tól Narbonne-on át Sète-ig folytatta. 1858. május 28-án a vasút átvette a Canal du Midi bérleti jogát.

## Villamosítás

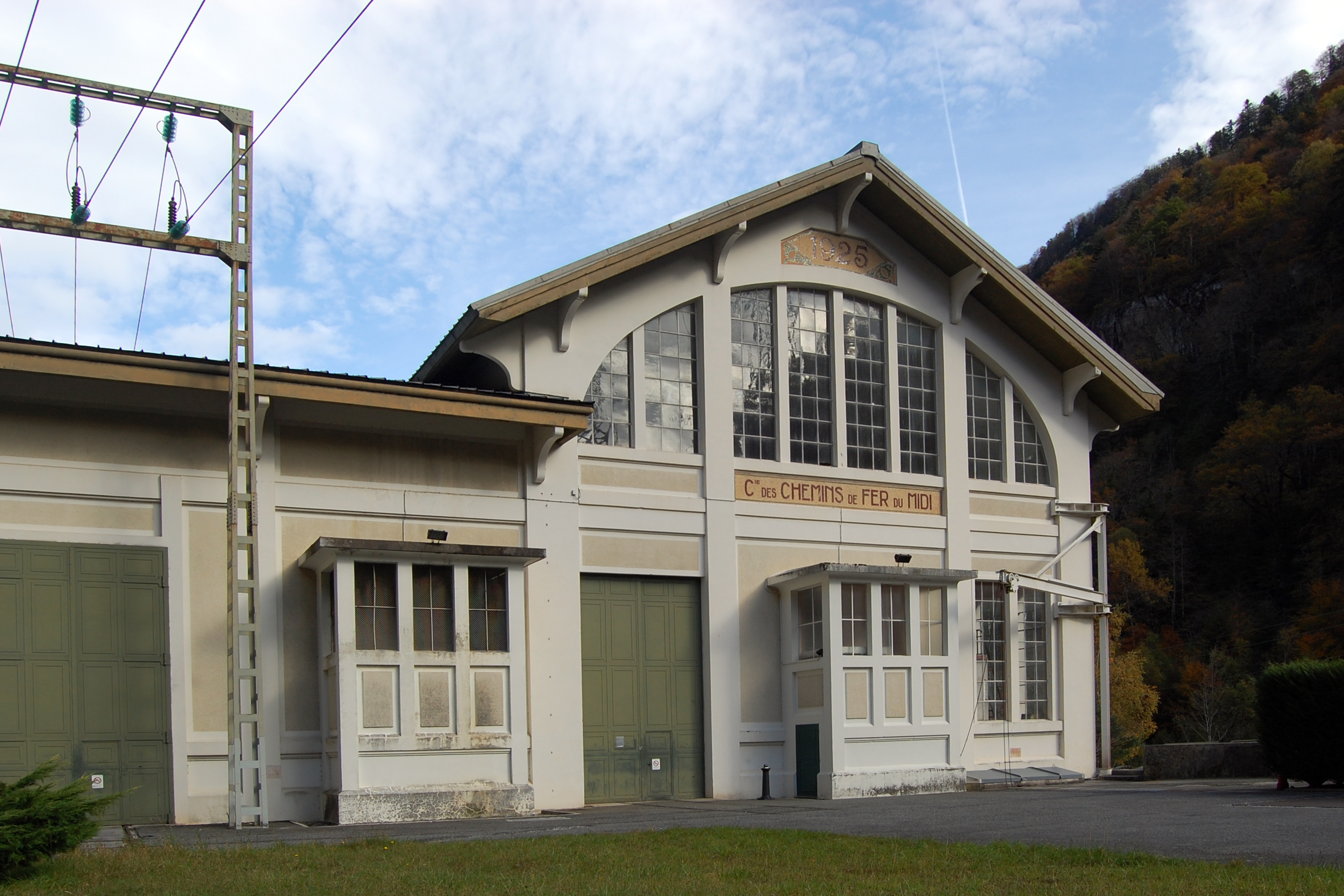
A Compagnie des chemins de fer du Midi erőmű Artouste közelében

1909-ben a Compagnie du Midi a mérnök Jean-Raoul Paul (1869-1960) ösztönzésére hatalmas programot indított el vonalainak villamosítására. Ez a korszakban hatalmas kihívást jelentett, mivel messze túlmutatott a vasúti üzemeltetésen. Olyan infrastruktúrát kellett kiépíteni, mint a gátak, erőművek és elosztórendszerek.
A vállalat messze volt a széntermelő központoktól, így nehéz volt beszerezni a gőzvontatáshoz szükséges tüzelőanyagot, sőt, némi szenet Angliából importáltak. A Pireneusok közelsége lehetővé tette a vízenergia-termelést, ami kedvezett a villamosításnak. Az 1914-1918-as háború alatti szénhiány, és különösen a háborút követően a szén megfizethetetlen ára további lendületet adott a villamosításnak. A svájci és németországi vizsgálatok után gazdasági okokból a 12 kV-os és 16⅔ Hz-es váltakozó áramot használó rendszer mellett döntöttek. A háromfázisú rendszert túl bonyolultnak ítélték, ezért egyfázisú rendszert választottak.
A keskeny nyomtávú Cerdanya vonalat kezdettől fogva villamosították, mivel a (6%-os) emelkedők túl meredekek voltak a gőzvontatáshoz. A Perpignan-Villefranche-de-Conflent (Pyrénées-Orientales) vonalat választották a későbbi tesztek helyszínéül, mivel itt síkvidéki és hegyvidéki viszonyok egyaránt uralkodtak. Ez volt az egyetlen olyan vonal, amelyet később nem alakítottak át 1500 voltosra, így működött 1971-ig. 1911-től a vállalat hat különböző típusú felsővezeték-rendszert próbált ki, és az amerikai Westinghouse rendszerét választotta. Ez a konstrukció nagyon egyszerű volt, és képes volt elviselni a hőmérséklet-ingadozásokat.
Még a tesztek befejezése előtt a vállalat jelölt lett a keleti és nyugati transzpireneusi vasutak építésére. Kezdettől fogva a villamos vontatás mellett döntöttek, ami a meredekebb emelkedők és élesebb kanyarok lehetővé tételével csökkentette az építési költségeket. A társaság ezután intenzív villamosítási programba kezdett a hálózaton, amely magában foglalta a vágányok építését, a villamos energia előállítására szolgáló vízerőmű építését és az energia szállítására szolgáló elosztóhálózat kiépítését.
1920. augusztus 29-én a kormányzat bevezette az 1500 V-os egyenáramú rendszert, főként azért, mert a hadsereg nem akarta ugyanazt a rendszert használni, mint Németországban. A Midi reakciója azonnali volt, és a vállalat 1920 decemberében új, 1500 V-os villamosítási programokat indított. 1923-tól minden létesítmény 1500 V-on működött, kivéve a Perpignan-Villefranche-de-Conflent-vasútvonalat. Kevesebb mint két év alatt a Midi hálózatot sikerült átalakítani. A Midi villamosítási programja lenyűgöző volt, mert mindössze egy tucat év alatt a Midi villamosított hálózata összefüggő egészet alkotott. A program 1932-ben ért véget, kivéve a Montauban-Sète összeköttetést, amelyet csak 1935-ben kapcsoltak be, a Chemin de fer de Paris à Orléans (PO) társasággal kötött megállapodás aláírása után.